# 西日本旅客鉄道の鉄道駅一覧 (電報略号順)
西日本旅客鉄道の鉄道駅一覧（にしにほんりょかくてつどうのてつどうえきいちらん）
西日本旅客鉄道（JR西日本）の鉄道駅の電報略号による五十音順索引（廃駅を含む）。

## ア行

### ア
- アア - 安芸阿賀駅
- アイ - 相生駅
- アウ - 青郷駅
- アオ - 粟生駅
- アオ - 青倉駅
- アオ - 青原駅
- アオ - 青谷駅
- アオ - 山城青谷駅
- アカ - 明石駅
- アカ - 阿川駅
- アカ - 浅香駅
- アカ - 備後赤坂駅
- アキ - 赤碕駅
- アク - 安治川口駅
- アコ - 余呉駅
- アサ - 厚狭駅
- アサ - 朝霧駅
- アサ - 湯浅駅
- アシ - 阿知須駅
- アシ - 芦屋駅
- アス - 足羽駅
- アセ - 安栖里駅
- アチ - 足立駅
- アチ - 甘地駅
- アツ - 明塚駅（廃駅）
- アツ - 厚保駅
- アツ - 朝来駅
- アツ - 安土駅
- アツ - 穴水駅（廃駅→のと鉄道）
- アト - 安登駅
- アト - 安曇川駅
- アノ - 相野駅
- アノ - 青野ケ原駅
- アノ - 粟野駅
- アヒ - 我孫子町駅
- アフ - 油日駅
- アヘ - 安部駅（廃駅→若桜鉄道）
- アホ - 英賀保駅
- アマ - 尼崎駅
- アマ - 余子駅
- アマ - 餘部駅
- アミ - 上道駅 (鳥取県)
- アミ - 青海駅（廃駅→えちごトキめき鉄道）
- アミ - 網野駅（廃駅→北近畿タンゴ鉄道→京都丹後鉄道）
- アメ - 雨晴駅
- アモ - 藍本駅
- アモ - 足守駅
- アヤ - 綾部駅
- アヤ - 綾羅木駅
- アラ - 芦原橋駅
- アラ - 荒島駅
- アワ - 粟津駅（廃駅→IRいしかわ鉄道）
- アワ - JR淡路駅
- アワ - 粟屋駅（廃駅）
- アン - 徳庵駅

### イ
- イイ - 飯井駅
- イカ - 五日市駅
- イキ - 岩滝口駅（廃駅→北近畿タンゴ鉄道→京都丹後鉄道）
- イク - 生地駅（廃駅→あいの風とやま鉄道）
- イク - 生野駅
- イク - 井倉駅
- イク - 岩倉駅
- イケ - 川西池田駅
- イサ - 石原駅
- イサ - 出雲神西駅
- イシ - 石蟹駅
- イシ - 石部駅
- イシ - 石山駅
- イス - 石動駅（廃駅→あいの風とやま鉄道）
- イセ - 能登市ノ瀬駅（廃駅→のと鉄道）
- イソ - 石生駅
- イソ - 五十猛駅
- イタ - 出雲高松駅（廃駅）
- イタ - 伊丹駅
- イタ - 今井田駅（廃駅）
- イチ - 市岡駅
- イチ - 一乗谷駅
- イチ - 市場駅
- イチ - 井原市駅
- イテ - 猪名寺駅
- イテ - 岩出駅
- イト - 糸魚川駅
- イト - 糸崎駅
- イナ - 市波駅
- イナ - 稲枝駅
- イナ - 稲荷駅
- イニ - 猪谷駅
- イノ - 居能駅
- イハ - 茨木駅
- イハ - 岩鼻駅
- イハ - 岩山駅
- イフ - 和泉府中駅
- イフ - 動橋駅（廃駅→IRいしかわ鉄道）
- イヘ - 伊部駅
- イマ - 今庄駅（廃駅→ハピラインふくい）
- イマ - 今宮駅
- イミ - 伊上駅
- イミ - 印南駅
- イミ - 岩美駅
- イム - 安芸飯室駅（廃駅）
- イモ - 出雲市駅
- イヤ - 生野屋駅
- イヤ - 揖屋駅
- イラ - 飯浦駅
- イラ - 市原駅（廃駅）
- イラ - 稲原駅
- イリ - 伊里駅
- イロ - 岩代駅
- イワ - 伊賀和志駅（廃駅）
- イワ - 岩田駅
- イン - 院庄駅
- イン - 因原駅（廃駅）

### ウ
- ウイ - 宇都井駅（廃駅）
- ウエ - 上野芝駅
- ウオ - 魚住駅
- ウオ - 魚津駅（廃駅→あいの風とやま鉄道）
- ウカ - 鵜飼駅
- ウカ - 能登鵜飼駅（廃駅→のと鉄道。後の鵜飼駅）
- ウカ - 宇賀本郷駅
- ウク - 宇久井駅
- ウケ - 宇野気駅
- ウシ - 潮駅（廃駅）
- ウシ - 鵜島駅（廃駅→のと鉄道）
- ウシ - 宇部新川駅
- ウタ - 宇田郷駅
- ウチ - 宇治駅
- ウチ - 小河内駅（廃駅）
- ウチ - 内名駅
- ウツ - 宇出津駅（廃駅→のと鉄道）
- ウツ - 太秦駅
- ウト - 上戸駅（廃駅→のと鉄道）
- ウト - 河戸駅（廃駅）
- ウネ - 有年駅
- ウノ - 宇野駅
- ウハ - 鵜川駅（廃駅→のと鉄道）
- ウヒ - 畝傍駅
- ウヘ - 宇部駅
- ウマ - 植松駅
- ウマ - 馬堀駅
- ウマ - 美山駅
- ウミ - 宇部岬駅
- ウメ - 梅ケ峠駅
- ウモ - 浦本駅（廃駅→えちごトキめき鉄道）
- ウラ - 牛ケ原駅
- ウラ - 浦安駅
- ウラ - 紀伊浦神駅
- ウラ - 安浦駅

### エ
- エイ - 叡山駅（現・比叡山坂本駅）
- エイ - JR河内永和駅
- エオ - 越前大宮駅
- エコ - 越中国分駅
- エサ - 江崎駅
- エサ - 比叡山坂本駅
- エシ - 越前下山駅
- エス - 江住駅
- エタ - 越前富田駅
- エツ - 越中中川駅
- エツ - 上越妙高駅（JR東日本所管）
- エト - 越前東郷駅
- エナ - 越中中島駅（廃駅→富山ライトレール→富山地方鉄道）
- エノ - 越前大野駅
- エハ - 越前花堂駅
- エハ - 江原駅
- エヒ - 江尾駅
- エヒ - 海老江駅
- エモ - 越中大門駅（廃駅→あいの風とやま鉄道）
- エヤ - 駅家駅
- エヤ - 越中山田駅
- エン - 円町駅

### オ
- オイ - 近江今津駅
- オイ - 長門大井駅
- オウ - 王子保駅（廃駅→ハピラインふくい）
- オオ - 大田市駅
- オカ - 岡山駅
- オキ - 大阪城北詰駅
- オキ - 能登小木駅（廃駅→のと鉄道。後の九十九湾小木駅）
- オク - 大久保駅
- オク - 邑久駅
- オク - JR小倉駅
- オケ - 大竹駅
- オコ - 小野田港駅
- オサ - 大阪駅
- オシ - 王寺駅
- オシ - 近江塩津駅
- オシ - 大阪城公園駅
- オス - 大住駅
- オス - 親不知駅（廃駅→えちごトキめき鉄道）
- オセ - 尾関山駅（廃駅）
- オセ - 加賀温泉駅
- オソ - 大篠津町駅
- オタ - 近江高島駅
- オタ - 大谷駅
- オタ - 小田駅
- オタ - 南小谷駅（JR東日本所管）
- オチ - 大河内駅
- オチ - 太市駅
- オツ - 大津駅
- オツ - 大津京駅
- オツ - 小月駅
- オテ - 大阪天満宮駅
- オト - 大富駅
- オト - 鳳駅
- オナ - 近江中庄駅
- オヌ - 小奴可駅
- オネ - 大嶺駅（廃駅）
- オノ - 小野駅
- オノ - 小野田駅
- オハ - 黄檗駅
- オハ - 大畠駅
- オハ - 小浜駅
- オハ - 小原駅
- オフ - 於福駅
- オマ - 近江舞子駅
- オマ - 大町駅
- オミ - 岡見駅
- オミ - 丹後大宮駅（廃駅→北近畿タンゴ鉄道→京都丹後鉄道。現・京丹後大宮駅）
- オモ - 大元駅
- オヤ - 丹波大山駅
- オリ - 折居駅
- オワ - 大河原駅
- オワ - 大岩駅
- オワ - 美作追分駅
- オン - 乙原駅（廃駅）

## カ行

### カ
- カイ - 河内磐船駅
- カイ - 高井田駅
- カイ - 美作河井駅
- カウ - 加茂郷駅
- カウ - 神目駅
- カオ - 亀岡駅
- カカ - 香登駅
- カカ - 鹿賀駅（廃駅）
- カキ - 柿ケ島駅
- カキ - 笠置駅
- カキ - 高木駅
- カキ - 淵垣駅
- カク - 香久山駅
- カク - 梶栗郷台地駅
- カケ - 加計駅（廃駅）
- カコ - 加古川駅
- カコ - 上郷駅
- カサ - 笠岡駅
- カサ - 風早駅
- カシ - 柏原駅 (大阪府)
- カシ - 玉柏駅
- カス - 香住駅
- カス - 上菅駅
- カセ - 河瀬駅
- カソ - 上溝口信号場
- カタ - 海田市駅
- カタ - 堅田駅
- カタ - 亀嵩駅
- カタ - 備前片岡駅
- カタ - 三方駅
- カチ - 鍛冶屋駅（廃駅）
- カチ - 片町駅（廃駅）
- カチ - 上川立駅
- カチ - 河内堅上駅
- カツ - 勝間駅
- カツ - 桂川駅
- カツ - 紀伊勝浦駅
- カツ - はりま勝原駅
- カテ - 鎌手駅
- カト - 加斗駅
- カト - 加太駅
- カト - 上戸手駅
- カト - 上殿駅（廃駅）
- カト - 川戸駅（廃駅）
- カナ - 海南駅
- カナ - 加茂中駅
- カノ - 高野駅
- カニ - 河合西駅
- カニ - 川西駅
- カノ - 上の町駅
- カノ - 神野駅
- カノ - 丹後神野駅（廃駅→北近畿タンゴ鉄道→京都丹後鉄道。現・小天橋駅）
- カハ - 勝原駅
- カハ - 金橋駅
- カハ - 河原駅
- カヒ - 川平駅（廃駅）
- カフ - 粕淵駅（廃駅）
- カフ - 甲駅（廃駅→のと鉄道）
- カフ - 上深川駅
- カヘ - 刑部駅
- カヘ - 可部駅
- カヘ - 上田辺駅（現・JR三山木駅）
- カホ - 笠師保駅（廃駅→のと鉄道）
- カマ - 加賀笠間駅（廃駅→IRいしかわ鉄道）
- カマ - 加島駅
- カマ - かるが浜駅
- カマ - 備中高松駅
- カミ - 加美駅
- カミ - 上石見駅
- カミ - 上郡駅
- カミ - 上中駅
- カミ - 上三田駅
- カミ - 備前片上駅
- カメ - 安芸亀山駅（廃駅）
- カメ - あき亀山駅
- カメ - 亀甲駅
- カメ - 亀山駅（JR東海所管）
- カモ - 石見川本駅（廃駅）
- カモ - 加茂駅
- カモ - 鴨ノ庄信号場
- カヤ - 梶屋敷駅（廃駅→えちごトキめき鉄道）
- カヤ - 上八木駅
- カヤ - 中国勝山駅
- カラ - 柏原駅 (兵庫県)
- カラ - 唐崎駅
- カラ - 川原石駅
- カリ - 鷹狩駅
- カリ - 光駅
- カル - 狩留家駅
- カワ - 嘉川駅
- カワ - 金川駅
- カワ - 上川口駅
- カワ - 河毛駅
- カン - 神辺駅

### キ
- キア - 紀伊有田駅
- キイ - 紀伊駅
- キウ - 紀伊内原駅
- キオ - 紀伊小倉駅
- キオ - 北大野駅
- キオ - 下祇園駅
- キカ - 紀伊長田駅
- キカ - 木坂駅（廃駅）
- キコ - 北河内駅（廃駅→錦川鉄道）
- キサ - 紀伊佐野駅
- キサ - 吉舎駅
- キサ - 北鯖江駅（廃駅→ハピラインふくい）
- キサ - 城崎温泉駅
- キシ - 北信太駅
- キシ - 岸本駅
- キス - 木次駅
- キセ - 紀伊新庄駅
- キタ - 北伊丹駅
- キタ - 北宇智駅
- キチ - 京口駅
- キツ - 安芸津駅
- キツ - 木津駅
- キト - 京都駅
- キト - 黄波戸駅
- キナ - 北長瀬駅
- キナ - 京田辺駅
- キナ - 際波信号場
- キネ - 清音駅
- キノ - 木ノ本駅
- キノ - 木野山駅
- キハ - 紀伊田原駅
- キハ - 京橋駅
- キヒ - 紀伊日置駅
- キヒ - 吉備津駅
- キフ - 貴生川駅
- キヘ - 岸辺駅
- キヘ - 滝部駅
- キホ - 久宝寺駅
- キマ - 来待駅
- キマ - 牧山駅
- キミ - 木見駅
- キミ - 紀三井寺駅
- キミ - 古君駅（廃駅→のと鉄道）
- キメ - 欽明路駅
- キヤ - 紀伊山田駅
- キヤ - 気山駅
- キヨ - 木与駅
- キラ - 木路原駅（廃駅）
- キリ - 北小谷駅
- キリ - きりはまビーチ駅（廃駅）
- キリ - 切目駅
- キワ - 紀和駅
- キワ - 岐波駅

### ク
- クア - 呉ポートピア駅
- クオ - 頸城大野駅
- クカ - 玖珂駅
- クカ - 黒坂駅
- クク - 久々原駅
- クケ - 久下村駅
- クコ - 関西空港駅
- クコ - 九頭竜湖駅
- クサ - 香草駅（廃駅）
- クサ - 草津駅
- クサ - 草野駅
- クシ - 櫛ケ浜駅
- クシ - 久代駅
- クセ - 久世駅
- クタ - 久谷駅
- クタ - 下松駅 (山口県)
- クチ - 河崎口駅
- クテ - 久手駅
- クト - 串本駅
- クト - 宮内串戸駅
- クニ - 岩国駅
- クニ - 国英駅
- クノ - 上夜久野駅
- クノ - 下久野駅
- クハ - 玖波駅
- クハ - 久美浜駅（廃駅→北近畿タンゴ鉄道→京都丹後鉄道）
- クヒ - 広駅
- クヘ - 黒部宇奈月温泉駅
- クホ - 周防久保駅
- クマ - 熊取駅
- クミ - 居組駅
- クム - 玖村駅
- クメ - 久米田駅
- クモ - 雲井駅（廃駅→信楽高原鐵道）
- クヤ - 熊山駅
- クヨ - 倉吉駅
- クラ - 倉敷駅
- クラ - 鞍手信号場
- クリ - 倶利伽羅駅（廃駅→IRいしかわ鉄道）
- クリ - 西栗栖駅
- クレ - 呉駅
- クロ - 黒井駅
- クロ - 黒井村駅
- クロ - 黒江駅
- クロ - 黒田庄駅
- クロ - 黒部駅（廃駅→あいの風とやま鉄道）
- クロ - 黒松駅
- クワ - 南桑駅（廃駅→錦川鉄道）
- クン - 栗田駅（廃駅→北近畿タンゴ鉄道→京都丹後鉄道）

### ケ
- ケキ - 毛木駅（廃駅）
- ケタ - 竹田駅
- ケマ - 競輪場前駅（廃駅→富山ライトレール→富山地方鉄道）
- ケラ - 竹原駅
- ケン - 玄武洞駅

### コ
- コイ - JR五位堂駅
- コウ - 河内駅
- コウ - 江津駅
- コウヤマ - 甲山駅（廃駅→北近畿タンゴ鉄道→京都丹後鉄道。現・かぶと山駅）
- コエ - 石見川越駅（廃駅）
- コカ - 甲賀駅
- コキ - 高儀駅
- コク - 高野口駅
- コク - 小串駅
- コケ - 豪渓駅
- コケ - 鴻池新田駅
- コケ - 郡家駅
- ココ - 小舞子駅（廃駅→IRいしかわ鉄道）
- ココ - 金光駅
- コサ - 古座駅
- コシ - 甲子園口駅
- コシ - 越ケ浜駅
- コシ - 児島駅
- コシ - 琴芝駅
- コス - 小杉駅（廃駅→あいの風とやま鉄道）
- コセ - 御所駅
- コタ - 甲立駅
- コタ - 小滝駅
- コタ - 木幡駅
- コチ - 江津本町駅（廃駅）
- コチ - 御着駅
- コツ - 上月駅
- コツ - 特牛駅
- コテ - 五条駅
- コト - おごと温泉駅
- コト - 厚東駅
- コナ - 甲南駅
- コナ - 江南駅
- コナ - 甲南山手駅
- コヌ - 甲奴駅
- コハ - 戸田小浜駅
- コフ - 国府駅
- コヘ - 神戸駅 (兵庫県)
- コホ - 御坊駅
- コホ - 河戸帆待川駅
- コマ - 胡麻駅
- コマ - 下狛駅
- コミ - 古見駅
- コミ - 大和小泉駅
- コヤ - 小屋浦駅
- コヤ - 湖山駅
- コラ - 江平駅（廃駅）
- コラ - 小倉駅
- コリ - 小郡駅（現・新山口駅）
- コリ - 郡山駅
- コロ - 神代駅
- コロ - 香呂駅
- コワ - 粉河駅
- コワ - 小和清水駅

## サ行

### サ
- サア - 嵯峨嵐山駅
- サエ - 草江駅
- サエ - 鯖江駅（廃駅→ハピラインふくい）
- サカ - 出雲坂根駅
- サカ - 坂駅
- サカ - 嵯峨駅（現・嵯峨嵐山駅）
- サカ - 坂田駅
- サキ - 松崎駅
- サク - 作木口駅（廃駅）
- サク - 桜井駅
- サク - 篠山口駅
- サコ - 梅迫駅
- ササ - 安芸幸崎駅
- ササ - 笹津駅
- サシ - 西大寺駅
- サシ - 堺市駅
- サシ - 坂越駅
- サセ - 西条駅
- サタ - 沢谷駅（廃駅）
- サタ - 三田駅
- サツ - 佐津駅
- サト - 里庄駅
- サネ - 坂根駅
- サヒ - 境港駅
- サヒ - 新旭駅
- サホ - 佐保信号場
- サマ - 桜島駅
- サマ - 三本松口駅
- サミ - 三見駅
- サヤ - 周防佐山駅
- サヨ - 佐用駅
- サラ - 桜ノ宮駅
- サラ - 佐良山駅
- サリ - 浅利駅
- サワ - 金沢駅
- サン - 三郷駅
- サン - 三段峡駅（廃駅）
- サン - 三ノ宮駅

### シ
- シイ - 下井阪駅
- シイ - 下市駅
- シイ - 新市駅
- シイ - 新岩国駅
- シオ - 島尾駅
- シオ - 新大阪駅
- シオ - 新尾道駅
- シカ - 志賀駅
- シカ - 下川辺駅
- シキ - 志紀駅
- シキ - 式敷駅（廃駅）
- シキ - 敷浪駅
- シキ - 鴫野駅
- シキ - 鍼灸大学前駅
- シク - さくら夙川駅
- シク - 下奥井駅（廃駅→富山ライトレール→富山地方鉄道）
- シク - 志和口駅
- シク - 新宮駅
- シク - 新倉敷駅
- シケ - 重安駅
- シケ - 上下駅
- シコ - 周防下郷駅
- シサ - 下里駅
- シサ - 新三田駅
- シス - 志都美駅
- シセ - 新下関駅
- シタ - 梶田駅
- シタ - 新高岡駅
- シチ - 北新地駅
- シチ - 塩町駅
- シツ - 静間駅
- シツ - 下津駅
- シテ - 新田駅
- シト - JR俊徳道駅
- シト - 新堂駅
- シナ - 阿品駅
- シナ - 新長田駅
- シノ - 信太山駅
- シノ - 篠原駅
- シノ - 下夜久野駅
- シハ - 柴山駅
- シハ - 城端駅
- シハ - 備後庄原駅
- シヒ - 下兵庫駅
- シヒ - 新平野駅
- シフ - 忍ケ丘駅
- シフ - 渋木駅
- シヘ - 新神戸駅
- シマ - 島田駅
- シマ - 島本駅
- シマ - 下松駅 (大阪府)
- シマ - 生山駅
- シミ - 冷水浦駅
- シミ - 新加美駅
- シメ - 東雲駅（廃駅→北近畿タンゴ鉄道→京都丹後鉄道）
- シモ - 香芝駅（旧称・下田駅）
- シモ - 下府駅
- シモ - 下唯野駅
- シヤ - 塩屋駅
- シヤ - 下山駅
- シヤ - 新今宮駅
- シヤ - 新山口駅
- シヨ - 梅小路京都西駅
- シヨ - 四所駅（廃駅→北近畿タンゴ鉄道→京都丹後鉄道）
- シヨ - 正院駅（廃駅→のと鉄道）
- シヨ - 城陽駅
- シラ - 白市駅
- シラ - 白浜駅
- シリ - 安芸川尻駅
- シロ - 四郎ケ原駅
- シワ - 四条畷駅
- シワ - 西川原駅
- シワ - 下石見信号場
- シワ - 志和地駅
- シン - 宍道駅
- シン - 新広駅
- シン - 新家駅

### ス
- スイ - 吹田駅
- スイ - 珠洲飯田駅（廃駅→のと鉄道。後の飯田駅）
- スキ - 杉本町駅
- スキ - 安来駅
- スコ - 須磨海浜公園駅
- スサ - 須佐駅
- スサ - 周参見駅
- スシ - 吹田信号場
- スシ - 水尻駅
- スス - 珠洲駅（廃駅→のと鉄道）
- スス - 雀田駅
- スタ - 隅田駅
- スタ - 備後安田駅
- スト - 住道駅
- スナ - 和泉砂川駅
- スナ - 須波駅
- スネ - 末恒駅
- スノ - 安野駅（廃駅）
- スフ - 周布駅
- スマ - 須磨駅
- スミ - 住吉駅
- スミ - 長門三隅駅
- スリ - 衣摺加美北駅

### セ
- セイ - 甲西駅
- セイ - 美作千代駅
- セウ - 荘原駅
- セオ - 千里丘駅
- セキ - 下関駅
- セキ - 関駅
- セセ - 膳所駅
- セタ - 笠田駅
- セタ - 瀬田駅
- セト - 瀬戸駅
- セノ - 瀬野駅
- セハ - 勢浜駅
- セワ - 城川原駅（廃駅→富山ライトレール→富山地方鉄道）
- セン - 仙崎駅
- セン - 千旦駅
- セン - 千本駅

### ソ
- ソイ - 曽我井駅（廃駅）
- ソコ - 寒河駅
- ソシ - JR総持寺駅
- ソネ - 曽根駅
- ソノ - 園部駅
- ソヤ - 総社駅
- ソラ - 前空駅

## タ行

### タ
- タア - 大安寺駅
- タイ - 太地駅
- タイ - 大聖寺駅（廃駅→IRいしかわ鉄道）
- タイ - 大道駅
- タイ - 高井田中央駅
- タイ - 備前田井駅
- タウ - 誕生寺駅
- タウ - 道場駅
- タエ - 玉江駅
- タオ - 玉造温泉駅
- タオ - 播磨高岡駅
- タカ - 高駅
- タカ - 高岡駅
- タカ - 鷹取駅
- タカ - 山城多賀駅
- タキ - 滝駅
- タキ - 田儀駅
- タキ - 立木駅
- タキ - 丹後木津駅（廃駅→北近畿タンゴ鉄道→京都丹後鉄道。現・夕日ヶ浦木津温泉駅）
- タキ - 三滝駅
- タク - 大山口駅
- タケ - 竹駅（廃駅）
- タケ - 竹野駅
- タケ - 武田尾駅
- タコ - 田子駅
- タコ - 蛸島駅（廃駅→のと鉄道）
- タシ - 大社駅（廃駅）
- タセ - 大正駅
- タセ - 伯耆大山駅
- タタ - 越前高田駅
- タタ - 高田駅
- タチ - 高松町駅
- タチ - 立花駅
- タチ - 丹治部駅
- タツ - 高津駅
- タツ - 高槻駅
- タツ - 田津駅（廃駅）
- タテ - 天橋立駅（廃駅→北近畿タンゴ鉄道→京都丹後鉄道）
- タテ - 玉手駅
- タナ - 棚倉駅
- タト - 出雲大東駅
- タニ - 谷浜駅（廃駅→えちごトキめき鉄道）
- タニ - 谷川駅
- タヌ - 竜野駅
- タネ - 周防高森駅
- タノ - 越前田野駅
- タノ - 滝野駅
- タノ - 田之尻駅（廃駅）
- タハ - 若狭高浜駅
- タヒ - 丹比駅（廃駅→若桜鉄道）
- タフ - 武生駅（廃駅→ハピラインふくい）
- タフ - 田布施駅
- タヘ - 紀伊田辺駅
- タヘ - 建部駅
- タヘ - 田辺駅（現・京田辺駅）
- タマ - 高島駅
- タマ - 高松駅
- タマ - 玉水駅
- タミ - 高水駅
- タミ - 田並駅
- タム - 田村駅
- タヤ - 滝山信号場
- タヤ - 和田山駅
- タラ - 大多羅駅
- タル - 垂水駅
- タン - 丹波口駅
- タンゴカンザキ - 丹後神崎駅（廃駅→北近畿タンゴ鉄道→京都丹後鉄道）

### チ
- チア - 美作落合駅
- チイ - 備後落合駅
- チウ - 道上駅
- チカ - 近田駅
- チカ - 千金駅（廃駅）
- チケ - 寺家駅
- チサ - 千里駅
- チタ - 打田駅
- チチ - 千路駅
- チツ - 智頭駅
- チト - 上道駅 (岡山県)
- チハ - 口羽駅（廃駅）
- チフ - 地福駅
- チマ - 市島駅
- チミ - 知井宮駅（現・西出雲駅）
- チモ - 櫟本駅
- チモ - 長門峡駅
- チヤ - 茶屋町駅
- チヨ - 長府駅
- チヨ - 千代川駅
- チヨ - 勅旨駅（廃駅→信楽高原鐵道）
- チワ - 知和駅

### ツ
- ツイ - 鶴居駅
- ツオ - 越中八尾駅
- ツカ - 石見都賀駅（廃駅）
- ツカ - 塚口駅
- ツカ - 筒賀駅（廃駅）
- ツカ - 松永駅
- ツキ - 高月駅
- ツキ - 月ケ瀬口駅
- ツキ - 月田駅
- ツク - 津山口駅
- ツケ - 柘植駅
- ツサ - 妻崎駅
- ツシ - 四辻駅
- ツタ - 石見津田駅
- ツダ - 津田駅
- ツチ - 土山駅
- ツチ - 中土駅
- ツツ - 通津駅
- ツツ - 筒石駅（廃駅→えちごトキめき鉄道）
- ツナ - 津浪駅（廃駅）
- ツネ - 常山駅
- ツノ - 津久野駅
- ツノ - 都野津駅
- ツノ - 坪野駅（廃駅）
- ツハ - 椿駅
- ツハ - 津幡駅
- ツハ - 鶴橋駅
- ツホ - 坪井駅
- ツモ - 塚本駅
- ツヤ - 津山駅
- ツリ - 玉造駅
- ツル - 敦賀駅
- ツル - 鶴ケ丘駅
- ツル - 西舞鶴駅
- ツワ - 津和野駅

### テ
- テシ - 寺庄駅
- テタ - 寺田町駅
- テハ - 手原駅
- テマ - 紀伊天満駅
- テマ - 天満駅
- テラ - 寺井駅（現・能美根上駅）
- テラ - 寺前駅
- テリ - 天理駅
- テワ - 天和駅
- テン - 天神川駅
- テン - 天王寺駅

### ト
- トイ - 土居駅 (広島県)（廃駅）
- トイ - 戸出駅
- トイ - 東部市場前駅
- トイ - 美作土居駅
- トウ - 後藤駅
- トカ - 豊岡駅
- トキ - 常盤駅
- トク - 富山口駅（廃駅）
- トク - 播磨徳久駅
- トケ - 帯解駅
- トコ - 道後山駅
- トコ - 床波駅
- トサ - 徳佐駅
- トシ - 大歳駅
- トシ - 同志社前駅
- トシ - 道成寺駅
- トシ - 能登鹿島駅（廃駅→のと鉄道）
- トセ - 東城駅
- トタ - 紀伊富田駅
- トタ - 摂津富田駅
- トタ - 徳田駅
- トタ - 鳥取大学前駅
- トチ - 戸河内駅（廃駅）
- トツ - 和泉鳥取駅
- トテ - 戸手駅
- トナ - 砺波駅
- トノ - 富木駅
- トノ - 富海駅
- トハ - 大鳥羽駅
- トフ - 東福寺駅
- トマ - 徳山駅
- トマ - 泊駅 (富山県)（廃駅→あいの風とやま鉄道）
- トマ - 泊駅 (鳥取県)
- トミ - 富原駅
- トム - 十村駅
- トヤ - 富山駅
- トラ - 虎姫駅
- トリ - 鳥取駅
- トロ - 大土呂駅（廃駅→ハピラインふくい）
- トロ - 所木駅（廃駅）

## ナ行

### ナ
- ナイ - 中居駅（廃駅→のと鉄道）
- ナイ - 長居駅
- ナオ - 直江駅
- ナオ - 長尾駅
- ナオ - 南小野田駅
- ナカ - 中島駅
- ナカ - 中畑駅
- ナカ - 長柄駅
- ナカ - 滑川駅（廃駅→あいの風とやま鉄道）
- ナキ - 長岡京駅
- ナキ - 那岐駅
- ナク - 佐那具駅
- ナク - 名草駅
- ナケ - 長池駅
- ナコ - 奈古駅
- ナサ - 長門長沢駅
- ナサ - 中在家信号場
- ナシ - 紀伊中ノ島駅
- ナシ - 中庄駅
- ナシ - 西宮名塩駅
- ナセ - JR長瀬駅
- ナセ - 梁瀬駅
- ナセ - 柳瀬駅（廃駅→錦川鉄道）
- ナタ - 長滝駅
- ナタ - 灘駅
- ナタ - 向洋駅
- ナチ - 名立駅（廃駅→えちごトキめき鉄道）
- ナチ - 那智駅
- ナツ - 安芸長束駅
- ナツ - 中津幡駅
- ナテ - 名手駅
- ナト - 長門市駅
- ナナ - 七尾駅
- ナナ - 七塚駅
- ナニ - 長谷駅（廃駅）
- ナノ - 安芸中野駅
- ナハ - 安芸長浜駅
- ナハ - 永原駅
- ナハ - JR難波駅
- ナハ - 楢原駅
- ナヒ - 中野東駅
- ナフ - 中深川駅
- ナヘ - 鍋倉駅
- ナホ - 直江津駅（廃駅→えちごトキめき鉄道所管）
- ナマ - 金丸駅
- ナマ - 中浜駅
- ナマ - 生瀬駅
- ナミ - 鹿波駅（廃駅→のと鉄道）
- ナミ - 中三田駅
- ナミ - 並河駅
- ナミ - 藤並駅
- ナム - 中村町駅（廃駅）
- ナヤ - 中山口駅
- ナヤ - 平城山駅
- ナヨ - 新南陽駅
- ナラ - 奈良駅
- ナリ - 出雲三成駅
- ナリ - 中飯降駅
- ナワ - 名和駅
- ナワ - 東金沢駅（廃駅→IRいしかわ鉄道）
- ナワ - 南中川駅
- ナン - 南条駅（廃駅→ハピラインふくい）

### ニ
- ニア - 西明石駅
- ニア - 西阿知駅
- ニイ - 新井駅
- ニイ - 西相生駅
- ニイ - 西岩国駅
- ニウ - 入善駅（廃駅→あいの風とやま鉄道）
- ニオ - 西大路駅
- ニカ - 西笠田駅
- ニカ - 西片上駅
- ニキ - 西岸駅（廃駅→のと鉄道）
- ニキ - 錦町駅（廃駅→錦川鉄道）
- ニク - 西九条駅
- ニサ - 新郷駅
- ニサ - 西金沢駅（廃駅→IRいしかわ鉄道）
- ニシ - 西入善駅（廃駅→あいの風とやま鉄道）
- ニシ - 西宮駅
- ニシ - 備前西市駅
- ニス - 西木津駅
- ニタ - 仁方駅
- ニタ - 南吹田駅
- ニタ - 西高岡駅（廃駅→あいの風とやま鉄道）
- ニチ - 日原駅
- ニツ - 西大津駅（現・大津京駅）
- ニツ - 西敦賀駅
- ニツ - 仁保津駅
- ニテ - 二条駅
- ニト - 西富山駅
- ニノ - 新野駅
- ニノ - 仁豊野駅
- ニハ - 西浜田駅
- ニヒ - 西広島駅
- ニホ - 仁保駅
- ニマ - 西勝間田駅
- ニマ - 仁万駅
- ニミ - 新見駅
- ニモ - 西出雲駅
- ニヤ - 西高屋駅
- ニユ - 入野駅
- ニヨ - 西三次駅
- ニレ - 楡原駅
- ニワ - 新西脇駅
- ニワ - 庭瀬駅

### ヌ
- ヌノ - 布駅（廃駅）
- ヌノ - 布原駅

### ネ
- ネウ - 根雨駅
- ネカ - 根笠駅（廃駅→錦川鉄道）
- ネチ - 根知駅

### ノ
- ノイ - 津ノ井駅
- ノウ - 天応駅
- ノエ - JR野江駅
- ノオ - 妹尾駅
- ノカ - 殿賀駅（廃駅）
- ノカ - 能登中島駅（廃駅→のと鉄道）
- ノキ - 乃木駅
- ノキ - 野崎駅
- ノク - 新井口駅
- ノサ - 野里駅
- ノシ - 能登白丸駅（廃駅→のと鉄道。後の白丸駅）
- ノセ - 田井ノ瀬駅
- ノセ - 能瀬駅
- ノタ - 野田駅
- ノチ - 野馳駅
- ノチ - 水内駅（廃駅）
- ノツ - 大篠津駅（現・米子空港駅）
- ノト - 能登川駅
- ノト - 能登部駅
- ノノ - 野々市駅（廃駅→IRいしかわ鉄道）
- ノノ - 野々口駅
- ノフ - 能生駅（廃駅→えちごトキめき鉄道）
- ノフ - 信木駅（廃駅）
- ノマ - 小野町駅
- ノマ - 能町駅
- ノミ - 忠海駅
- ノミ - 能登二宮駅
- ノミ - 備前一宮駅
- ノメ - 篠目駅
- ノヤ - 青野山駅
- ノヤ - 牛ノ谷駅（廃駅→ハピラインふくい）
- ノラ - 大野浦駅
- ノラ - 能登小浦駅（廃駅→のと鉄道。後の小浦駅）
- ノリ - 大乗駅
- ノワ - 能登川尻駅（廃駅→のと鉄道。後の九里川尻駅）

## ハ行

### ハ
- ハア - 播州赤穂駅
- ハイ - 計石駅
- ハカ - 博多駅
- ハキ - 萩駅
- ハク - 新白島駅
- ハク - 羽咋駅
- ハケ - 丹波竹田駅
- ハケ - 畠田駅
- ハサ - 迫川駅
- ハサ - 馬場崎町駅
- ハサ - 浜坂駅
- ハシ - 波子駅
- ハシ - 和泉橋本駅
- ハシ - 林駅
- ハシ - 播磨新宮駅
- ハス - 蓮町駅（廃駅→富山ライトレール→富山地方鉄道。現・蓮町（馬場記念公園前）駅）
- ハス - 羽安駅（廃駅）
- ハセ - 長谷駅 (兵庫県)
- ハソ - 花園駅
- ハタ - 幡生駅
- ハチ - 土師駅
- ハチ - 八本松駅
- ハツ - 廿日市駅
- ハツ - 八田原駅（廃駅）
- ハツ - 初島駅
- ハテ - 京終駅
- ハト - 八東駅（廃駅→若桜鉄道）
- ハト - 服部駅
- ハナ - 周防花岡駅
- ハナ - 放出駅
- ハネ - 羽根駅（廃駅→のと鉄道）
- ハネ - 波根駅
- ハノ - 林野駅
- ハハ - 八浜駅
- ハフ - 埴生駅
- ハフ - 隼駅（廃駅→若桜鉄道）
- ハホ - 速星駅
- ハマ - 長浜駅
- ハマ - 浜田駅
- ハミ - 博多南駅
- ハミ - 波並駅（廃駅→のと鉄道）
- ハム - 浜村駅
- ハモ - 橋本駅
- ハヤ - 幡屋駅
- ハヤ - 芳養駅
- ハヤ - 早島駅
- ハラ - 浜原駅（廃駅）
- ハリ - 梅林駅
- ハル - 春江駅（廃駅→ハピラインふくい）
- ハロ - 博労町駅

### ヒ
- ヒア - 東青原駅
- ヒイ - 東岩瀬駅（廃駅→富山ライトレール→富山地方鉄道）
- ヒイ - 広石信号場
- ヒエ - 比延駅
- ヒエ - 東松江駅
- ヒオ - 日岡駅
- ヒオ - 東岡山駅
- ヒオ - 東小浜駅
- ヒカ - 東貝塚駅
- ヒカ - 東加古川駅
- ヒカ - 備中高梁駅
- ヒキ - 東岸和田駅
- ヒク - 東石黒駅
- ヒケ - 東郡家駅
- ヒコ - 東山公園駅
- ヒコ - 彦崎駅
- ヒコ - 彦根駅
- ヒサ - 東佐野駅
- ヒサ - 備後西城駅
- ヒシ - 東新川駅
- ヒシ - 美章園駅
- ヒシ - 備中神代駅
- ヒセ - 備中広瀬駅
- ヒソ - 東総社駅
- ヒタ - 新疋田駅
- ヒチ - 七軒茶屋駅
- ヒチ - 東尾道駅
- ヒツ - 東津山駅
- ヒト - 東富山駅（廃駅→あいの風とやま鉄道）
- ヒト - 人丸駅
- ヒナ - 東滑川駅（廃駅→あいの風とやま鉄道）
- ヒナ - 日生駅
- ヒネ - 日根野駅
- ヒノ - 東野尻駅
- ヒノ - 日登駅
- ヒノ - 備後矢野駅
- ヒハ - 東萩駅
- ヒハ - 東羽衣駅
- ヒハ - 東觜崎駅
- ヒハ - 東美浜駅
- ヒハ - 備前原駅
- ヒヒ - 東広島駅
- ヒヒ - 東姫路駅
- ヒフ - 東福山駅
- ヒホ - 備後本庄駅
- ヒマ - 東浜駅
- ヒマ - 比婆山駅
- ヒミ - 氷見駅
- ヒミ - 備後三川駅
- ヒメ - 紀伊姫駅
- ヒメ - 姫川駅
- ヒメ - 姫路駅
- ヒヤ - 寝屋川公園駅（旧称・東寝屋川駅）
- ヒヤ - 東八尾駅
- ヒヤ - 備後八幡駅
- ヒヨ - 東淀川駅
- ヒヨ - 日吉駅
- ヒラ - 比良駅 (滋賀県)
- ヒラ - 平岩駅
- ヒラ - 平子駅
- ヒラ - 平野駅
- ヒラ - 船平山駅
- ヒル - 東舞鶴駅
- ヒロ - 広川ビーチ駅
- ヒロ - 広島駅
- ヒワ - 日羽駅

### フ
- フイ - 福井駅
- フイ - 古市橋駅
- フウ - 婦中鵜坂駅
- フエ - 福江駅
- フオ - 因幡船岡駅（廃駅→若桜鉄道）
- フオ - 福岡駅（廃駅→あいの風とやま鉄道）
- フカ - 下深川駅
- フカ - 備前福河駅
- フキ - 伏木駅
- フク - 福島駅
- フク - 福光駅
- フク - 福山駅
- フコ - 双子山信号場
- フサ - 福崎駅
- フサ - 藤阪駅
- フシ - 新福島駅
- フシ - 藤井駅
- フジサカ-藤阪駅
- フタ - 長門二見駅
- フタ - 大和二見駅
- フチ - 福知山駅
- フチ - 府中駅
- フツ - 二塚駅
- フナ - 船岡駅
- フナ - 船佐駅（廃駅）
- フナ - 船戸駅
- フナ - 船町口駅
- フネ - 長船駅
- フノ - 福野駅
- フフ - 藤生駅
- フヘ - 福部駅
- フミ - 深溝駅
- フミ - 藤波駅（廃駅→のと鉄道）
- フミ - 富士見町駅
- フモ - JR藤森駅
- フリ - 市振駅（廃駅→えちごトキめき鉄道）
- フル - 長門古市駅
- フル - 古市駅
- フワ - 福川駅

### ヘ
- ヘウ - 兵庫駅
- ヘシ - ひめじ別所駅
- ヘサ - 戸坂駅
- ヘソ - 日本へそ公園駅
- ヘタ - 戸田駅
- ヘテ - 弁天町駅
- ヘノ - 伊賀上野駅
- ヘラ - 比良駅 (石川県)（廃駅→のと鉄道）

### ホ
- ホウ - 下北条駅
- ホウ - 宝達駅
- ホウ - 宝殿駅
- ホカ - 法界院駅
- ホキ - 宝木駅
- ホク - 本黒田駅
- ホコ - 方谷駅
- ホコ - 若狭本郷駅
- ホシ - 網干駅
- ホソ - 祝園駅
- ホソ - 細呂木駅（廃駅→ハピラインふくい）
- ホタ - 星田駅
- ホツ - 保津峡駅
- ホノ - 本竜野駅
- ホフ - 防府駅
- ホマ - 本俣賀駅
- ホヤ - 布施屋駅
- ホラ - 蓬萊駅
- ホリ - 砥堀駅
- ホリ - 法隆寺駅
- ホン - 本郷駅
- ホン - 本津幡駅

## マ行

### マ
- マイ - 米原駅
- マエ - 前波駅（廃駅→のと鉄道）
- マカ - 山家駅
- マキ - マキノ駅
- マキ - 巻向駅
- マキ - 真脇駅（廃駅→のと鉄道。後の縄文真脇駅）
- マク - 真倉駅
- マコ - 浜河内駅
- マコ - 舞子駅
- マシ - 馬路駅
- マス - 益田駅
- マタ - 勝間田駅
- マチ - 湊町駅（現・JR難波駅）
- マツ - 北小松駅
- マツ - 小松駅
- マツ - 松江駅
- マテ - 松尾寺駅
- マト - 松任駅（廃駅→IRいしかわ鉄道）
- マト - 万富駅
- マナ - 松波駅（廃駅→のと鉄道）
- マナ - 万能倉駅
- マハ - 石見松原駅（廃駅）
- マハ - 島ケ原駅
- マヤ - 摩耶駅
- マヤ - 松井山手駅
- マル - 丸尾駅
- マル - 丸岡駅（廃駅→ハピラインふくい）
- マン - 近江八幡駅

### ミ
- ミイ - 能登三井駅（廃駅→のと鉄道）
- ミイ - 三石駅
- ミイ - 南岩国駅
- ミエ - 但馬三江駅（廃駅→北近畿タンゴ鉄道→京都丹後鉄道。現・コウノトリの郷駅）
- ミエ - 美作江見駅
- ミオ - 南大嶺駅
- ミオ - 美作大崎駅
- ミカ - 上嘉川駅
- ミカ - 備前三門駅
- ミカ - 三日月駅
- ミカ - 美川駅（廃駅→IRいしかわ鉄道）
- ミカ - 美作加茂駅
- ミク - 三国ケ丘駅
- ミク - 御来屋駅
- ミク - 南草津駅
- ミク - 南黒丸駅（廃駅→のと鉄道）
- ミク - 宮島口駅
- ミコ - 上狛駅
- ミコ - 南河内駅（廃駅→錦川鉄道）
- ミサ - 御崎口駅（現・大篠津町駅）
- ミサ - 三輪崎駅
- ミシ - 御庄駅（廃駅→錦川鉄道。現・清流新岩国駅）
- ミシ - 南宍道駅
- ミス - 神杉駅
- ミソ - 伯耆溝口駅
- ミソ - 溝口駅
- ミタ - 南田辺駅
- ミタ - 美作滝尾駅
- ミチ - 尾道駅
- ミツ - 石見福光駅
- ミツ - 三松駅
- ミツ - 備後三日市駅
- ミテ - 御幣島駅
- ミナ - 美袋駅
- ミナ - 南大東駅
- ミナ - 南羽咋駅
- ミニ - 三谷駅
- ミネ - 美祢駅
- ミネ - 峰山駅（廃駅→北近畿タンゴ鉄道→京都丹後鉄道）
- ミノ - 三井野原駅
- ミノ - 箕島駅
- ミノ - 宮野駅
- ミハ - 水橋駅（廃駅→あいの風とやま鉄道）
- ミハ - 三原駅
- ミハソ - 宮原操車場
- ミヒ - 南彦根駅
- ミヘ - 南部駅
- ミホ - 三保三隅駅
- ミマ - JR三山木駅
- ミマ - 備中箕島駅
- ミマ - 宮前駅
- ミマ - 美浜駅
- ミモ - 三雲駅
- ミヤ - 紀伊宮原駅
- ミヤ - 城北公園通駅（旧・都島信号場跡）
- ミヤ - 宮島桟橋（航路専用駅。現・JR西日本宮島フェリー）
- ミヤ - 宮津駅（廃駅→北近畿タンゴ鉄道→京都丹後鉄道）
- ミヤ - 越中宮崎駅（廃駅→あいの風とやま鉄道）
- ミヨ - 南今庄駅（廃駅→ハピラインふくい）
- ミヨ - 三次駅
- ミラ - 三浦駅
- ミラ - 三良坂駅
- ミリ - 緑井駅
- ミロ - 南矢代駅
- ミロ - 見老津駅
- ミワ - 三輪駅

### ム
- ムク - 椋野駅（廃駅→錦川鉄道）
- ムコ - 武庫駅
- ムコ - 向日町駅
- ムソ - 六十谷駅
- ムハ - 向原駅
- ムラ - 野村駅（現・西脇市駅）

### メ
- メイ - 明峰駅（廃駅→IRいしかわ鉄道）
- メウ - 妙寺駅
- メテ - 目出駅
- メテ - 免田駅

### モ
- モキ - 下滝駅
- モス - 百舌鳥駅
- モタ - 鴨方駅
- モタ - 森田駅（廃駅→ハピラインふくい）
- モチ - 板持駅
- モチ - 用瀬駅
- モト - 長門本山駅
- モト - 元町駅
- モニ - 桃谷駅
- モモ - 桃山駅
- モモ - 森本駅（廃駅→IRいしかわ鉄道）
- モヤ - 摂津本山駅
- モリ - 森ノ宮駅
- モリ - 森山駅
- モリ - 森ヶ原信号場
- モロ - 諸寄駅
- モン - 大門駅

## ヤ行

### ヤ
- ヤイ - 柳井駅
- ヤオ - 八尾駅
- ヤオ - 安岡駅
- ヤカ - 矢賀駅
- ヤカ - 矢神駅
- ヤカ - 八川駅
- ヤカ - 八鹿駅
- ヤキ - 八木駅
- ヤキ - 八次駅
- ヤク - 越前薬師駅
- ヤク - 上山口駅
- ヤク - 厄神駅
- ヤサ - 山崎駅
- ヤシ - 出雲八代駅
- ヤシ - 山科駅
- ヤシ - 大和新庄駅
- ヤス - 野洲駅
- ヤセ - 石見簗瀬駅（廃駅）
- ヤタ - 丹後山田駅（廃駅→北近畿タンゴ鉄道→京都丹後鉄道。現・与謝野駅）
- ヤチ - 安芸矢口駅
- ヤチ - 山ノ内駅
- ヤテ - 中山寺駅
- ヤナ - 山中渓駅
- ヤノ - 矢野駅
- ヤハ - 八橋駅
- ヤハ - 矢原駅
- ヤフ - 養父駅
- ヤマ - 社町駅
- ヤマ - 山口駅
- ヤミ - 柳井港駅
- ヤミ - 矢波駅（廃駅→のと鉄道）
- ヤモ - 柳本駅
- ヤロ - 因幡社駅
- ヤワ - 敬川駅

### ユ
- ユウ - 由宇駅
- ユオ - 湯尾駅（廃駅→ハピラインふくい）
- ユカ - 湯川駅
- ユカ - 行波駅（廃駅→錦川鉄道）
- ユキ - 油木駅
- ユケ - 弓削駅
- ユサ - 湯里駅
- ユタ - 湯田温泉駅
- ユテ - 油田駅
- ユト - 湯ノ峠駅
- ユニ - ユニバーサルシティ駅
- ユノ - 温泉津駅
- ユマ - 湯玉駅
- ユミ - 弓ケ浜駅
- ユム - 湯田村駅
- ユモ - 長門湯本駅
- ユラ - 紀伊由良駅
- ユラ - 丹後由良駅（廃駅→北近畿タンゴ鉄道→京都丹後鉄道）
- ユラ - 本由良駅
- ユラ - 由良駅

### ヨ
- ヨエ - 淀江駅
- ヨカ - 吉永駅
- ヨク - 米子空港駅
- ヨコ - 出雲横田駅
- ヨコ - 石見横田駅
- ヨコ - 横尾駅
- ヨコ - 横山駅
- ヨシ - 良川駅
- ヨシ - 吉富駅
- ヨシ - 吉見駅
- ヨチ - 吉田口駅
- ヨト - 香淀駅（廃駅）
- ヨナ - 吉名駅
- ヨナ - 米子駅
- ヨネ - 米川駅
- ヨノ - 吉野口駅
- ヨヘ - 余部駅
- ヨヘシ - 余部信号場
- ヨラ - 吉浦駅
- ヨロ - 鎧駅
- ヨワ - 横川駅

## ラ行

### ラ
- ラカ - 荒茅駅（廃駅）
- ラカ - 宝塚駅
- ラキ - 信楽駅（廃駅→信楽高原鐵道）
- ラキ - 白木山駅
- ラノ - 柱野駅

### リ
- リウ - 緑化フェア梅小路駅（廃駅）
- リク - りんくうタウン駅（南海電気鉄道所管）
- リト - 栗東駅
- リマ - 有間川駅（廃駅→えちごトキめき鉄道）

### ル
- ルハ - 田鶴浜駅（廃駅→のと鉄道）

### レ
- レハ - 呉羽駅（廃駅→あいの風とやま鉄道）

### ロ
- ロク - 六地蔵駅
- ロク - 六条駅
- ロコ - 六甲道駅
- ロタ - 大広田駅（廃駅→富山ライトレール→富山地方鉄道。現・萩浦小学校前駅）
- ロノ - 広野駅

## ワ行

### ワ
- ワア - 若狭有田駅
- ワカ - 和歌山駅
- ワク - 和倉温泉駅
- ワキ - 西脇駅（廃駅）
- ワキ - 西脇市駅
- ワキ - 和木駅
- ワキ - 掖上駅
- ワケ - 和気駅
- ワサ - 河佐駅
- ワサ - 若桜駅（廃駅→若桜鉄道）
- ワサ - 和佐駅
- ワシ - 和歌山市駅（南海電気鉄道所管）
- ワセ - 岩瀬浜駅（廃駅→富山ライトレール→富山地方鉄道）
- ワタ - 福渡駅
- ワタ - 和田浜駅
- ワタ - 渡川駅
- ワチ - 下和知駅
- ワチ - 和知駅
- ワナ - 川棚温泉駅
- ワニ - 和邇駅
- ワノ - 長門粟野駅
- ワフ - 和深駅
- ワマ - 輪島駅（廃駅→のと鉄道）
- ワミ - 和田岬駅
- ワモ - 備中川面駅
- ワヤ - 河山駅（廃駅→錦川鉄道）
- ワラ - 芦原温泉駅
- ワワ - 若狭和田駅

## 不明または未設定
- - 相谷信号場（廃止）
- - 神西駅（現・出雲神西駅）
- - 立戸ノ浜駅（廃駅→のと鉄道。後の沖波駅）
- - 恋路駅（廃駅→のと鉄道）
- - 神足駅（現・長岡京駅）
- - 宿南信号場